# 299
Cette page concerne l'année 299  du calendrier julien. Pour l'année 299 av. J.-C., voir 299 av. J.-C. Pour le nombre 299, voir 299 (nombre).
L'année 299 est une année commune qui commence un dimanche.

## Événements
- Février : retour de Dioclétien en Syrie[1].
- Printemps, guerre perso-romaine : Galère et Dioclétien signent le traité de Nisibe avec le roi sassanide de Perse Narses et acquièrent la Mésopotamie et un protectorat sur l’Arménie et l'Ibérie ; Tiridate IV est installé sur le trône d’Arménie[1]. Une marche frontière est créée. Rome s’assure quarante ans de paix sur sa frontière orientale (fin en 337).

- Galère réside à Thessalonique d'où il mène une campagne contre les Marcomans[2].

## Naissances en 299
- Aurelius Arcadius Charisius, jurisconsulte romain.

## Décès en 299
- Juda ben Ezéchiel, docteur du Talmud.